# 球穗飘拂草
球穗飘拂草（学名：Fimbristylis globulosa）为莎草科飘拂草属下的一个种。

## 扩展阅读
- 維基物種上的相關：球穗飘拂草